# Achelóos (řeka)
Achelóos (řecky Aχελώος), řeka na severozápadě Řecka (kraje Thesálie, Epirus, Střední Řecko, Západní Řecko), je díky své délce 220 km druhou nejdelší řekou Řecka.

## Průběh toku
Řeka pramení v horách Pindos a teče směrem na jih na pomezí krajů Thesálie a Epirus. Protéká přehradní nádrží Kremasta, v níž přijímá řeky Agrafiotis a Megdovas, a poté se stáčí k jihozápadu. Níže naplňuje přehradní nádrže Kastraki a Stratos. Ústí do Patraského zálivu Jónského moře.